# Famy

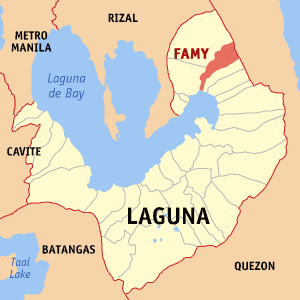
Bản đồ Laguna với vị trí của Famy

Famy là một đô thị hạng 5 ở tỉnh Laguna, Philippines. Theo điều tra dân số năm 2000 của Philipin, đô thị này có dân số 10.419 người trong 2.147 hộ.
Famy nằm ở đông bắc tỉnh Laguna. Tổng diện tích là 3,297 dặm vuông Anh (8,54 km2), giáp Real, Quezon về phía đông, phía bắc giáp Santa Maria, phía tây giáp Mabitac và Sta. Maria, phía nam giáp Siniloan và Mabitac.

## Các đơn vị hành chính
Famy được chia ra 20 barangay.
| - Asana - Bacong-Sigsigan - Bagong Pag-Asa - Balitoc - Banaba - Batuhan - Bulihan - Caballero - Calumpang - Kapatalan | - Cuebang Bato - Damayan - Kataypuanan - Liyang - Maate - Magdalo - Mayatba - Minayutan - Salangbato - Tunhac |